# Cinéma omanais

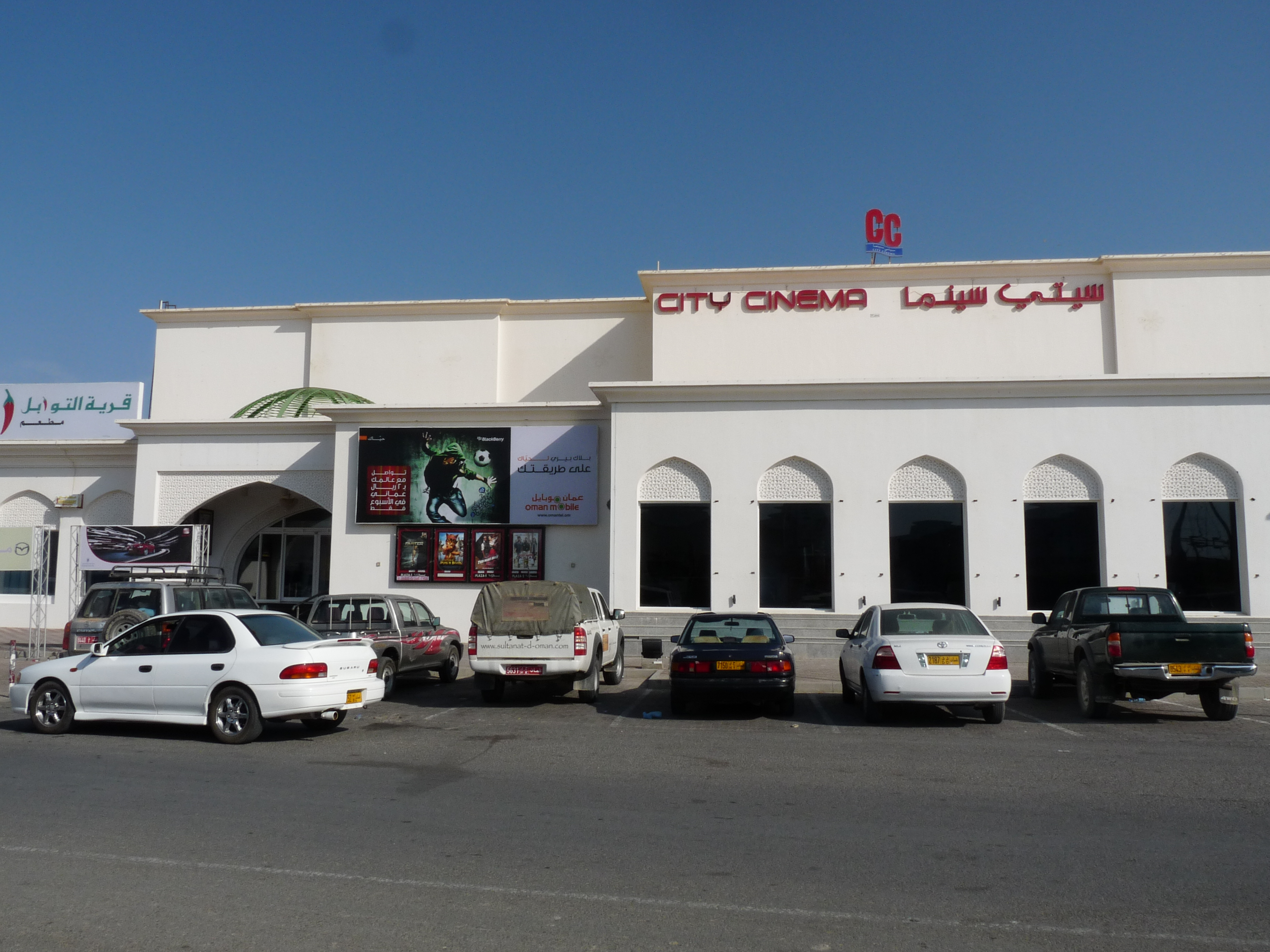
Un cinéma dans la ville de Sour, au nord-est du Sultanat d'Oman.

Le cinéma omanais désigne l'activité cinématographique du Sultanat d'Oman. Il fait partie de l'ensemble des cinémas arabophones.
Al-Boom (2006) est considéré comme le premier long métrage omanais. 
Un festival cinématographique annuel se tient à Muscat. 
Quelques films du cinéma hindi ont été en partie tournés dans le pays.

## Films omanais
- Al-Boom, 2006, en partie inspiré par En attendant Godot de Samuel Beckett, évoque défis d'une petite communauté de pêcheurs

## Films tournés à Oman
- Fool N Final (Inde; 2007)
- Sachein (Inde; 2005)
- Awara Paagal Deewana (Inde; 2002)
- Ajnabee (Inde; 2001)

## Réalisateur omanais
- Khaled Abdul Raheem Al-Zadjali